# Thais Lawton
Thais Lawton (18 de junio de 1879 — 18 de diciembre de 1956) fue una actriz estadounidense.

## Primeros años
Eugenia (o Eugenie) Thais Lawton fue criada y educada en Louisville, Kentucky, hija de Joseph Eugene Lawton y Caroline Thais Magrane; su padre era inglés y su madre francesa. La también actriz Thais Magrane era su prima. Utilizó tanto su nombre como su segundo nombre profesionalmente hasta aproximadamente 1906, cuando empezó a preferir "Thais Lawton".

## Carrera

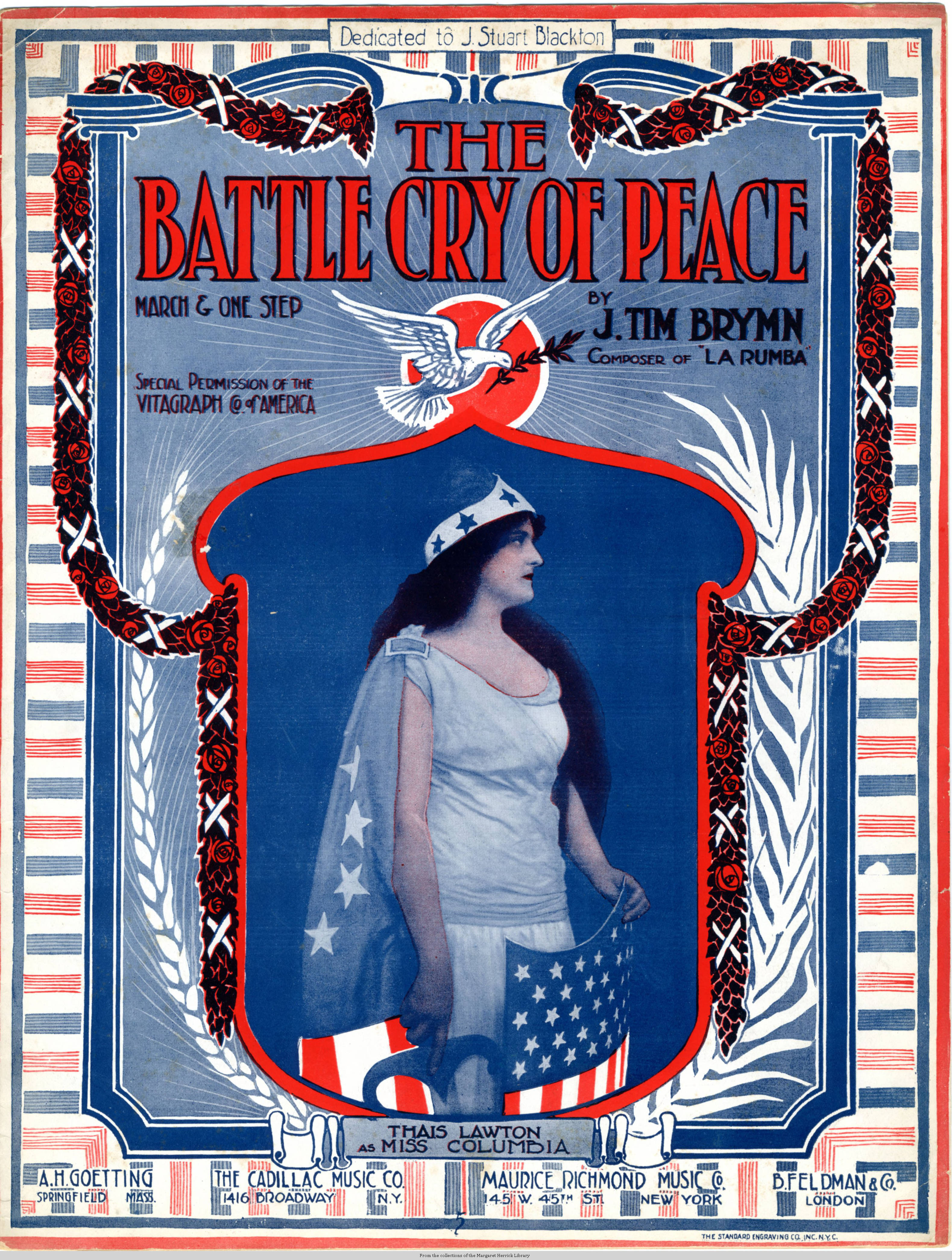
Portada de partitura de 1915, con Thais Lawton como "Columbia".

Lawton estuvo en activo en los escenarios neoyorquinos de 1900 a 1940, más conocida por interpretar a "aventureras" y "villanas". "Me temo que interpretar sólo a heroínas simpáticas se convertiría en algo tedioso", explicó a un periodista en 1923.
Apareció en espectáculos incluyendo Lost River (1900), The Second Mrs. Tanqueray (1907), The Revellers (1909), Strife (1909), The School for Scandal (1909), Don (1909), Liz the Mother, The Witch (1910), Brand (1910), The Thunderbolt (1910), Vanity Fair (1911), The Piper (1911), The Blue Bird (1911), The Winter's Tale (1911), A Single Man (1911), John Gabriel Borkman (1915), The Chief (1915), Caliban by the Yellow Sands (1916), The Guilty Man (1916), The Masquerader (1917), The Crimson Alibi (1919), The Blue Flame (1920), The Wandering Jew (1921), The Exciters (1922), Jitta's Atonement (1923), Thumbs Down (1923), Two Strangers from Nowhere (1924), The Red Falcon (1924), Cain (1924), Mister Romeo (1927), Napoleon (1928), The Novice and the Duke (1929), The Royal Virgin (1930), The Ninth Guest (1930), Philip Goes Forth (1931), Going Gay (1933), Birthright (1933), Times Have Changed (1935), Love in my Fashion (1937), y Romantic Mr. Dickens (1940). También actuó con frecuencia en San Francisco..
Lawton apareció en dos películas mudas, The Battle Cry of Peace (1915), y The Pardon (1915). Más tarde dio clases de interpretación; entre sus alumnas se encontraba la actriz Marie Wallace.

## Vida personal
En 1922, Lawton conducía cuando su coche atropelló y mató a un niño que se precipitó a la calle; no fue declarada culpable. Thais Lawton se casó con Percy McDermott; pronto se divorciaron. Murió en 1956, a la edad de 78 años.